# Kristijan Nikolov
Kristijan Nikolov (in macedone Кристијан Николов?; Skopje, 5 ottobre 1996) è un cestista macedone con cittadinanza turca.

## Carriera
Con la Macedonia del Nord ha disputato i Giochi del Mediterraneo di Mersin 2013.

## Palmarès
- Campionato macedone: 1

MZT Skopje: 2020-21
- Coppa di Macedonia: 1

MZT Skopje: 2021